# Medal of Honor: Heroes 2
Medal of Honor: Heroes 2 es un videojuego de disparos en primera persona para Wii y PlayStation Portable que pertenece a la conocida serie Medal of Honor sobre la Segunda Guerra Mundial. Cada juego fue iniciado desde cero para su respectivo sistema.
Al igual que en el resto de la saga, la Segunda Guerra Mundial sigue siendo el escenario del juego. En esta nueva entrega nos adentraremos en el norte de Francia, controlando al soldado John Berg, de la OSS mientras se enfrenta a las tropas alemanas. El juego tiene 7 niveles, empezaremos el juego en el Desembarco de Normandía. El realismo se mantiene gracias a un buen apartado técnico. De la banda sonora hay que destacar que conserva algunos de los temas clásicos de la saga. El sistema de control se adapta perfectamente a PSP Se han situado indicadores sobre los enemigos para que la dificultad no sea demasiado alta, además, así se previene confundir a los enemigos con los amigos. El inconveniente del juego puede ser por la brevedad del modo campaña, que se puede terminar en unas 6 horas, pero esto se compensa con el modo multijugador en línea, que soporta hasta 32 jugadores.
Encarnas al Teniente Berg de la OSS. Te unes al 5.º Batallón de Rangers, y tras el desembarco en Normandía, aparece la bomba V1, deberás averiguar que más preparan los alemanas. Siguiendo el avance americano en Francia, encontrarás planos, interrogatorios, manuscritos, que demostrarán la creación de la bomba V2, sucesora de la V1. El juego en si es una carrera para el desmantelamiento de dicha bomba.

## Multijugador
Solo soporta un solo jugador en todos los modos de juego excepto en multijugador, el cual es en línea, donde soporta un total de 32 personas en juego en línea. Este Modo en línea no soporta chat de voz, en su lugar se utilizan comandos preestablecidos, además de eso no se ocupan los Wii Friend Code, sino que es el EA Nation, donde solo se registra o se usa una cuenta registrada y puede jugarse contra todo el mundo.
En sus modos de juego tiene los normalmente encontrados en cualquier juego de este tipo:

### Death Match
Todos contra todos, donde se debe matar a cuantos se pueda, y morir la mínima cantidad de veces. Si se pierde, el jugador reaparece en algún punto del mapa después de unos segundos.

### Team Death Match
Aquí es lo mismo que en Death Macth, pero con dos equipos, el Eje y los Aliados, cada equipo con sus distintivas armas que serían equitativas al del equipo contrario.

### Capture the Flag
También se juega por equipos, solo que aquí el objetivo es capturar la bandera enemiga regresando a la base propia y dejándola en el punto donde esté la propia.

## Modos de Juego
El modo de un solo jugador queda un poco a un lado esta vez, dejando como principal el modo multijugador. El modo de un solo jugador tiene una campaña donde se es el Teniente Berg; se recorren 7 misiones, las cuales son más extensas a comparación de algunos juegos anteriores, aunque contienen menos historia que los demás; se cuenta con tres diferentes dificultades a elegir. El modo arcade es el mismo modo campaña, sólo que los movimientos son controlados, mientras que uno solo debe apuntar, disparar, defenderse y a la vez se pueden tratar de hacer las misiones secundarias encontradas en el modo de campaña.

### Misiones
Playa: Empiezas en la playa, en Normandía, tu misión es empujar y tirar hacia atrás las fuerzas nazis en la playa. Ten mucho cuidado. Todo es importante.
Puerto: Tras el desembarco, llegas a un puerto en el que los alemanes se están reagrupando. El teniente Narcy informó a la OSS de la presencia de U-Boats. Por lo tanto, tu misión consiste en tratar de apoderarte del puerto y destruir 3 U-Boats (el primero lo destruyes al principio de la misión, el segundo y el tercero los destruyes al final, después de destruir con un Panzerschreck su galón de combustible para los otros botes). Sé cuidadoso y no gastes ni una sola bala.
Ciudad: Llegas a una ciudad francesa. La aviación que acompaña el avance de los Rangers va a toparse con varios cañones antiaéreos. Tu misión, destruir los flak 88 (de cualquier forma). Contarás casi todo el tiempo con compañía aliada, cosa que se valora , ya que en algunas misiones uno no consta de amigos durante toda la misión.
Alcantarillas: En esta misión, no constas de compañía aliada durante toda la misión, por consecuencia, la tendrás que hacer solo. Los alemanes utilizan las alcantarillas de la ciudad para el transporte de munición. Deberás neutralizar su base, y (opcionalmente), encontrarás documentos que hablan del "arma definitiva" que buscáis.
Monasterio: Los alemanes han montado un puesto de investigación en un monasterio cercano: debes capturarlo y obtener más información sobre el arma definitiva alemana.
Pueblo:  Tendrás que capturar un tren en el que se transporta el misil V2 (la famosa "ARMA DEFINITIVA"). Después de destruir el cohete, escapas.
Base: Esta es la última misión. Consiste en destruir una base de producción del V2, sin ayuda de soldados aliados. Una vez pongas bombas en las columnas de la base, escapas (tendrás 4 minutos), y te reúnes con tus hombres. El principio y el final de la misión son muy difíciles: para acceder a la base deberás atravesar un campo minado, y varias puertas deberán ser abiertas para salir...

## Controles (Wii)
La versión de Wii fue diseñada pensando específicamente en el Wii Zapper, o para ser más específicos, en el control del Wii en sí; esta creación en específico dio buenos resultados, dándole grandes críticas por la fluidez que se siente al usarlo. Incluso fue nominado y ganó algunos premios de su año por la mecánica usada con el control.